# Lừa dối (quân sự)
Sự lừa dối quân sự là các hoạt động đánh lạc hướng lực lượng quân đội đối phương trong chiến tranh. Điều này thực thi bằng cách tạo ra hoặc khuếch đại sương mù chiến tranh bao gồm các hoạt động tâm lý chiến, chiến tranh thông tin, đánh lừa thị giác và những phương pháp khác.
Binh pháp của Tôn Tử được xem là ghi chép cổ nhất Trung Hoa viết về hoạt động lừa dối trong quân sự, và được chú trọng như một nội dung lớn.
Ghi chép cổ xưa nhất của nền văn minh phương Tây về lừa dối quân sự là Con ngựa thành Troia.
Trong lịch sử quân sự phương Tây, Chiến dịch Vệ sĩ vào năm 1944 được xem là hoạt động quy mô lớn nhất từng thực hiện của hoạt động lừa dối trong chiến tranh.

## Các loại lừa dối quân sự
- Nghi binh
- Giả vờ rút lui[1]
- Ngụy trang quân sự
- Đơn vị quân sự giả[2]
- Thông tin sai lệch
- Cờ sai
- Trá hàng